# Кемкин, Игорь Владимирович
Игорь Владимирович Кемкин (род. 16 августа 1959 года) — российский учёный-геолог, член-корреспондент РАН (2022).

## Биография
Родился 16 августа 1959 года во Владивостоке.
В 1981 году — окончил геологический факультет Дальневосточного политехнического института, после чего работает в Дальневосточном геологическом институте ДВО РАН, в настоящее время — заведующий лабораторией стратиграфии и палеонтологии.
В 2003 году — защитил докторскую диссертацию, тема: «Аккреционные призмы Сихотэ-Алиня и основные события геологической эволюции Япономорского региона в мезозое».
В 2022 году — избран членом-корреспондентом РАН от Отделения наук о Земле.

## Научная деятельность
Ведет исследования, посвященные геолого-тектоническому развитию и палеогеодинамической эволюции Тихоокеанской континентальной окраины Азии.
Главный объект исследования — древние аккреционные призмы, формирующиеся в зоне взаимодействия континентальной и океанической литосферных плит и широко представленные в структуре региона.
Цель исследований — изучение состава, строения, возраста и генетической принадлежности породных ассоциаций террейнов древних аккреционных призм — одних из основных тектонических единиц данного региона, которые являются прямыми доказательствами уникального геодинамического режима на границах литосферных плит, а именно субдукции (поглащения) океанической литосферы и аккреции (приращения) части океанических структур к континентальной окраине. Формируясь в зонах непосредственного взаимодействия литосферных плит, аккреционные призмы несут в себе информацию о последовательности и характере протекавших здесь событий. В этой связи изучение древних аккреционных призм, реконструкция их первичного разреза, выделение в их составе тектоно-стратиграфических единиц, отвечающих определённым этапам аккреции, воссоздание последовательности причленения палеоокеанических образований и т. д. имеет важное значение как для уточнения строения сложенных ими регионов и геологической эволюции последних, так и для выяснения особенностей процесса аккреции на различных участках конвергентной границы и корреляции геологических событий в зоне сочленения литосферных плит. Другим аспектом, придающим важность изучению древних аккреционных призм, является присутствие в их разрезах фрагментов древней океанической коры — единственных источников информации о составе, строении и возрасте исчезнувших палеоокеанов и их геологической эволюции.
Практический аспект изучения древних призм обусловлен тем, что к ним приурочен целый ряд месторождений различной металлогенической специализации. Уточнение их геолого-структурной позиции немаловажный фактор при поиске новых перспективных объектов и прогнозе скрытого оруденения на глубине.